# ニコラ・ボムバッチ
ニコラ・ボムバッチ（Nicola Bombacci、1879年10月24日 - 1945年4月28日）は、イタリアの政治家、政治学者、教師。
イタリア社会党時代からのベニート・ムッソリーニの旧友であり、イタリア共産党の創設者の一人でありながらファシズムに転向してムッソリーニと運命を共にした。ソビエト連邦滞在中、画家のイサーク・ブロツキーが書いたスケッチが残されている。

## 略歴
1879年10月24日、イタリア中部に位置するエミリア＝ロマーニャ州のフォルリに生まれる。師範学校を経て小学校教師として働きつつ、政治家としてイタリア社会党（PSI）の党支部書記長などを務めた。社会党では改良主義や社会民主主義の否定を掲げる最大綱領派の一員としてアントニオ・グラムシ、パルミーロ・トリアッティらと行動を共にしたが、同郷出身で教師出身という似た境遇を持つベニート・ムッソリーニとも親友の間柄だった。彼はムッソリーニが第一次世界大戦への不参加を主張した党を民族主義の観点から批判し、除名された後も交流を続けた社会党時代の友人の一人だった。
1919年11月16日、同年の総選挙（1919年イタリア総選挙）でイタリア社会党の最大綱領派から出馬、当選して下院議員となった。しかし自身も既存の社会党組織に不満を持っており、最大綱領派によるイタリア共産党（PCI）の結党に参加して社会党を離党した。イタリア共産党はソ連共産党を中心とするコミンテルンに加盟し、古巣のイタリア社会党のみならず、自分達と同じく分派したジャコモ・マッテオッティのイタリア統一社会党（PSU）やムッソリーニの国家ファシスト党（PNF）とも対峙した。しかし敵ではなく味方に裏切られる形で党内の政治闘争に敗れ、1925年に下院議員を退いた後は政治の表舞台から遠ざかった。
一方、旧社会党勢力の内部分裂を制したのはムッソリーニのファシズム運動であった。ローマ進軍でサヴォイア家の後見を取り付け、マッテオッティ暗殺事件後に独裁権も獲得したムッソリーニは反ファシストから下院議席を剥奪する議案を制定するなど一党制を推し進めた。やがて共産党も壊滅状態に追い込まれ、グラムシは逮捕、トリアッティはソ連に亡命した。自身は政治から離れてソ連との貿易業を営んでいたので直接的な影響はなかったが、ソ連がヨシフ・スターリン時代の計画経済体制に突入すると困窮した生活に追い込まれた。そんな苦境に金銭を援助して映画関係の職も手配したのはムッソリーニであった。
戦争が二度目の大戦に向かう中で両者の交流は再開され、政治理論についての文通を重ねている。そして国家ファシスト党内での反独クーデターにムッソリーニが直面すると、二人は青年時代の政治的盟友へと回帰した。1936年に社会主義や共産主義を通過点とした上で、ファシズムをその完成点として位置づけ、社会党と共産党からの自分達の転向を理論的に正当化した。同盟国ナチス・ドイツのアドルフ・ヒトラーから救出されたムッソリーニが共和制におけるファシズムの完成を掲げて共和ファシスト党（PFR）を設立すると、これに協力してイタリア社会共和国（RSI）の経済顧問となり、大企業の完全国有化などを押し進め、ボムバッチは「赤い教皇」とまで呼ばれた。1945年にはジェノヴァでの演説で「スターリンは決して社会主義を作り出すことはない」とソ連型社会主義を批判している。

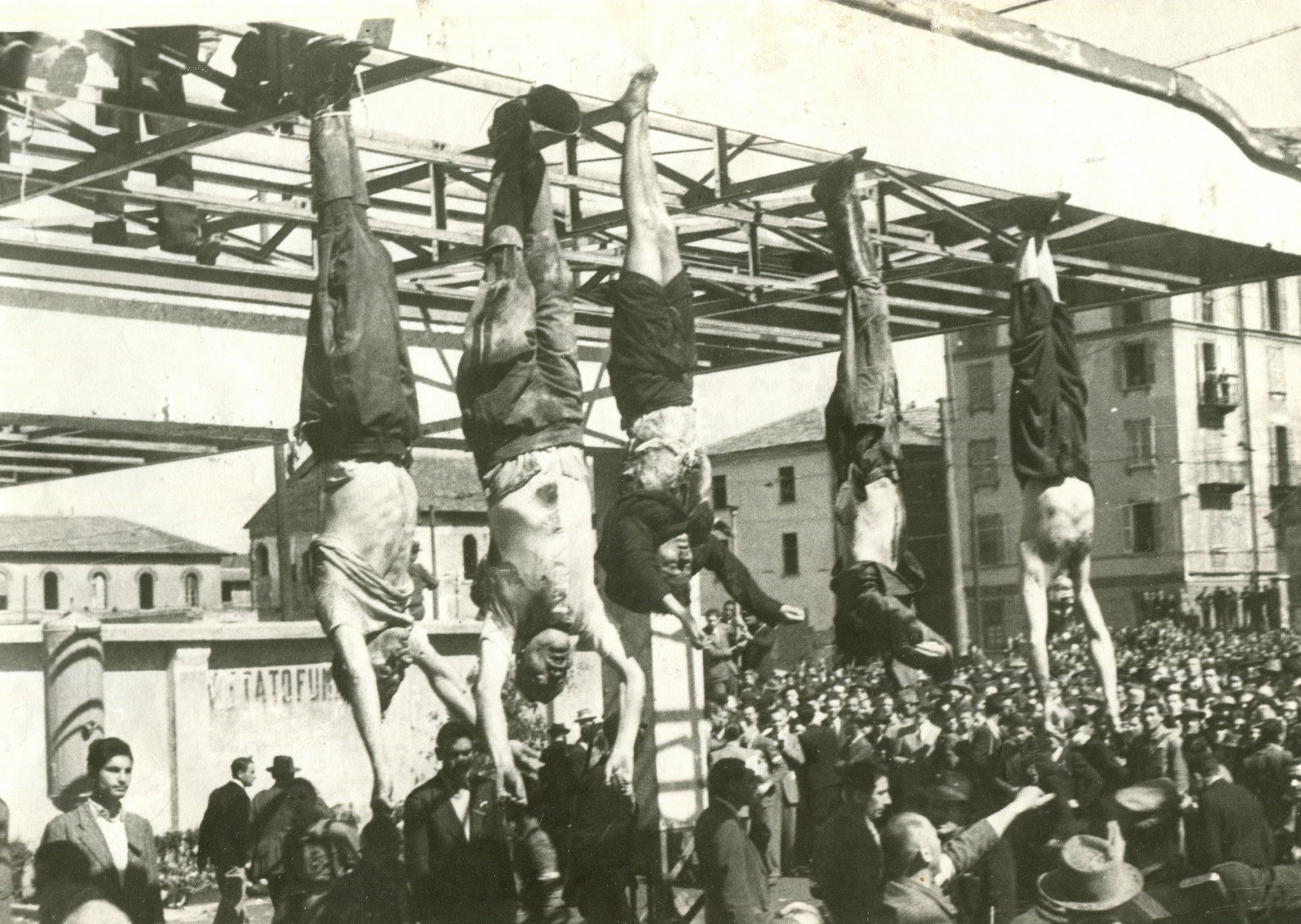
吊るされるボムバッチとムッソリーニらの遺体
手前からボムバッチ、ムッソリーニ、クラーラ・ペタッチ、パヴォリーニ、スタラーチェ

ドイツのC軍集団とRSI軍が連合軍に最終的敗北を喫すると、ファシズムに殉じる覚悟であったムッソリーニは武装した党員や義勇兵を連れてミラノからコモ湖を抜けてアルプス山脈沿いのヴァルテリーナの要塞へと向かった。自らも「最後まで彼に付いていこう」と決めてロドルフォ・グラツィアーニ陸軍元帥、アレッサンドロ・パヴォリニーニPFR書記長、アキーレ・スタラーチェPNF元書記長らRSI政府の要人らとヴァルテリーナへ同行した。途中で連合軍との交渉を求めたグラツィアーニが一行から外れ、残った面々はドイツ軍部隊と行動中にパルチザン、レジスタンス組織に拘束された。トリアッティが影響力を持つ親ソ派パルチザンからは裏切り者の扱いであった事から即時死刑が言い渡され、1945年4月28日に銃殺された。
彼にとってはムッソリーニこそがカール・マルクスやウラジーミル・レーニンの後継者であった。処刑場ではかつての仲間である共産主義者達に毅然と向き合い、「ムッソリーニ万歳！社会主義万歳！」（Viva Mussolini! Viva il Socialismo!）と高らかに叫んだという。死後、遺体はジュリーノ・ディ・メッゼグラで処刑されたムッソリーニの隣にロレート市場で吊るされた。